# 资丘镇
资丘镇，是中华人民共和国湖北省宜昌市长阳土家族自治县下辖的一个乡镇级行政单位。

## 行政区划
资丘镇下辖以下地区：
水连村、九龙村、天池口村、柿贝村、天河坪村、杨家桥村、柳松坪村、五房岭村、泉水湾村、凉水寺村、万里城村、西阳坡村、资丘村、淋湘溪村、陈家坪村、竹园坪村、黄柏山村、对舞溪村和中溪村。